# Padenia acutifascia
Padenia acutifascia är en fjärilsart som beskrevs av De Joannis 1928. Padenia acutifascia ingår i släktet Padenia och familjen björnspinnare. Inga underarter finns listade i Catalogue of Life.